# Siderastrea
Siderastrea is een geslacht van koralen uit de familie van de Siderastreidae.

## Soorten
- Siderastrea glynni Budd & Guzman, 1994
- Siderastrea radians (Pallas, 1766)
- Siderastrea savignyana Milne Edwards & Haime, 1850
- Siderastrea siderea (Ellis & Solander, 1768)
- Siderastrea stellata Verrill, 1868